# Friedrich Bernhard (General)
Friedrich Walter Otto Bernhard (* 5. Oktober 1888 in Gut Radau; † 30. Dezember 1945 in Brjansk, Sowjetunion) war ein deutscher Generalleutnant im Zweiten Weltkrieg.

## Leben
Bernhard trat am 15. März 1909 als Fahnenjunker in das Eisenbahn-Regiment Nr. 3 der Preußischen Armee in Berlin ein und avancierte bis Ende August 1910 zum Leutnant. Am 1. Oktober 1913 erfolgte seine Versetzung nach Hanau in das Eisenbahn-Regiment Nr. 2. Mit Ausbruch des Ersten Weltkriegs kam er in die Eisenbahn-Baukompanie Nr. 14, kehrte Mitte Oktober zum Eisenbahn-Regiment Nr. 2 zurück und wurde einen Monat später als Kompanieführer zum 4. Lothringischen Infanterie-Regiment Nr. 136 versetzt. Während der Kämpfe an der Westfront wurde er verwundet. Mitte Februar 1915 erfolgte seine Versetzung zum Ersatz-Depot seines Regiments sowie Ende des Monats die Beförderung zum Oberleutnant. Ab Anfang April war Bernhard Adjutant der Abteilung I der Militäreisenbahndirektion 6. Mit der Rückversetzung in das Eisenbahn-Regiment Nr. 2 wurde er am 8. November 1915 zur Flugzeugbeobachterausbildung bei der Fliegerersatzabteilung 6 kommandiert und nach erfolgreicher Ausbildung Anfang Februar 1916 zum Kampfgeschwader 3 der Obersten Heeresleitung versetzt. Hier war er von März bis Oktober 1916 als Beobachter in der Kampfstaffel 14 tätig. Anschließend zunächst zum Armeeflugpark B und dann zum Armeeflugpark Süd versetzt, flog Bernhard ab Dezember 1916 bei der Flieger-Abteilung A 242. Bei einem Einsatz an der Ostfront wurde er am 14. April 1917 abgeschossen und befand sich über das Kriegsende hinaus bis Anfang Oktober 1920 in russischer Kriegsgefangenschaft.
Während seiner Gefangenschaft wurde er am 27. Januar 1918 zum Hauptmann befördert und als solcher nach seiner Rückkehr nach Deutschland in die Reichswehr übernommen. Hier war er in der Nachrichten-Abteilung 2 tätig, wurde Anfang Januar 1921 zum Kompaniechef ernannt und rückte Anfang Oktober 1923 zum Stab auf. Nach Kommandierungen zum Lehrgang für Nachrichtenoffiziere an der Artillerieschule und zum Stab der 2. Division erfolgte zum 1. Juni 1924 seine Versetzung in diesen Stab.
Ab 15. Oktober 1935 war er Kommandeur der Nachrichtentruppe II, welche zu diesem Zeitpunkt in Stettin aufgestellt worden war. Am 1. August 1936 wurde er Oberst. Am 24. August 1939 wurde er zum Armee-Nachrichtenführer der 7. Armee ernannt, welche aus dem Kommandeur der Nachrichtentruppe II gebildet worden war. Als Armee-Nachrichtenführer der 18. Armee war Bernhard nach dem Beginn des Zweiten Weltkriegs ab dem 1. November 1939 eingesetzt. Vom 1. August 1940 bis 17. Oktober 1941 diente Bernhard als Nachrichtenführer der Heeresgruppe A, welche am 17. Mai 1941 in die Heeresgruppe Süd umbenannt wurde. Seine Beförderung zum Generalmajor hatte er am 1. August 1940 erhalten. Ab 13. April 1942 diente er bis Kriegsende als Kommandant des Rückwärtigen Armeegebiets (Korück 532) und war der 2. Panzerarmee unterstellt. In dieser Position wurde er am 1. August 1942 Generalleutnant. Als Korück 532 war er u. a. für die Planung und Durchführung der Unternehmen Dreieck und Viereck im Gebiet um Brjansk verantwortlich, in deren Verlauf zahlreiche Kriegsverbrechen stattfanden. Er gab in Rahmen der Unternehmen auch den Befehl für den Einsatz der sogenannten Minensuchgeräte 42, bei dem Juden und sogenannte „Bandenangehörige“ mit Eggen und Walzen durch minengefährdete Abschnitte getrieben wurden.
Am 17. März 1944 wurde ihm das Deutsche Kreuz in Gold verliehen.
Bernhard geriet mit der bedingungslosen Kapitulation der Wehrmacht am 8. Mai 1945 in sowjetische Kriegsgefangenschaft. Ende 1945 wurde er in Brjansk aufgrund seiner begangenen Kriegsverbrechen zum Tode verurteilt und hingerichtet.